# Ramiro Sanches de Pamplona
Ramiro Sanches de Pamplona (em castelhano: Ramiro Sánchez de Pamplona; m. 1129),[a]  foi membro da casa real de Pamplona, filho de Sancho Garcês—filho ilegítimo do rei Garcia Sanches III—e de Constança.

## Esboço biográfico
Em 1090 confirmou a doação de Rodrigo Dias de Vivar O Cid, à Catedral de Valência e anos mais tarde, em 1101, otra doação da esposa do Cid, Jimena Dias à mesma catedral. Em maio de 1102, estava na comitiva que levou o corpo d'O Cid ao Mosteiro de São Pedro de Cardeña em Burgos para o seu enterramento.
Governou várias tenências: Monzón (1104–1116); Almuniente (1106); Boil (1108); e Erro entre 1122 e 1129.

## Matrimónio e descendência
Casou cerca de 1098 com Cristina Rodrigues, filha de Rodrigo Diaz de Vivar "O Cid" e de Jimena Dias, filha de Diogo Fernandes de Oviedo e de uma dama provavelmente chamada Cristina com sobrenome Gundemares, de quem teve:
- Garcia Ramires, 
rei de Pamplona (morto em 1150). Antes de se tornar rei, Garcia foi tenente de Monzón entre 1125 e 1126 e depois entre 1130 e 1134.[2]
- Elvira Ramires (morta em 1164) casada com o conde Rodrigo Gomes, filio do conde Gomes Gonçalves.[2]
- Sancho Ramírez de Navarra, senhor de Peñacerrada, Arellano e Puelles. Casou-se com Elvira Gómez de Salvatores e teve três filhos: Sancho Sánchez de Arellano, Pedro Sánchez de Pescina e Ramiro Sánchez.[3]